# Hanna Melnytsjenko
Hanna Anatoliïvna Kasyanova-Melnytsjenko (Cyrillisch: Ганна Анатоліївна Мельниченко) (Tbilisi, 24 april 1983) is een Oekraïense atlete, die zich heeft toegelegd op de zevenkamp. Zij nam driemaal deel aan de Olympische Spelen, maar veroverde bij die gelegenheden geen medailles.
In 2013 werd Melnytsjenko wereldkampioene op dit onderdeel.

## Titels
- Wereldkampioene zevenkamp - 2013
- Oekraïens kampioene zevenkamp - 2003

## Persoonlijke records
Outdoor
| Onderdeel    | Prestatie  | Wind (m/s) | Datum               | Plaats   |
| ------------ | ---------- | ---------- | ------------------- | -------- |
| 100 m        | 11,03 (NR) | +0,9       | 12 juli 2014        | Glasgow  |
| 200 m        | 23,85      | +1,0       | 8 juni 2013         | Kladno   |
| 800 m        | 2.09,85    |            | 13 augustus 2013    | Moskou   |
| 100 m horden | 13,26      | +1,1       | 8 juni 2013         | Kladno   |
| hoogspringen | 1,86       |            | 19 mei 2007         | Florence |
| verspringen  | 6,74       | +1,7       | 12 juni 2012        | Jalta    |
| kogelstoten  | 14,09      |            | 25 mei 2013         | Götzis   |
| speerwerpen  | 45,11      |            | 31 mei 2009         | Götzis   |
| zevenkamp    | 6586       |            | 12/13 augustus 2013 | Moskou   |

Indoor
| Onderdeel    | Prestatie | Datum            | Plaats    |
| ------------ | --------- | ---------------- | --------- |
| 800 m        | 2.14,35   | 16 februari 2012 | Soemy     |
| 60 m horden  | 8,18      | 7 maart 2014     | Sopot     |
| hoogspringen | 1,84      | 16 februari 2012 | Soemy     |
| verspringen  | 6,41      | 16 februari 2012 | Soemy     |
| kogelstoten  | 14,19     | 27 januari 2014  | Zaporizja |
| vijfkamp     | 4748      | 16 februari 2012 | Soemy     |

## Palmares

### vijfkamp
- 2007: 10e EK indoor - 4397 p
- 2012: 7e WK indoor - 4643 p
- 2013:  EK indoor - 4604 p
- 2014: 7e WK indoor - 4587 p

### zevenkamp
- 2003:  Oekraïense kamp. - 5523 p
- 2007:  Universiade - 5852 p
- 2007: DNF WK
- 2008: 13e OS - 6165 p
- 2009:  Hypomeeting - 6445 p
- 2009: 6e WK - 6414 p
- 2009:  IAAF World Combined Events Challenge - 19239 p
- 2010: DNF EK
- 2012: 9e OS - 6392 p (na DQ Josypenko)
- 2013:  WK - 6586 p
- 2013:  IAAF World Combined Events Challenge - 19310 p
- 2015: DNS WK
- 2016: 25e OS - 5951 p

- World Athletics: 14303903